# أنابيل ميدينا غاريغيس
آنا إزابيل ميدينا غاريغيس (بالإسبانية: Ana Isabel Medina Garrigues، ولدت في 31 يوليو 1982، تورينتي، بلنسية، إسبانيا) والمعروفة ب أنابيل ميدينا غاريغيس، لاعبة كرة مضرب إسبانية.
حصلت على الميدالية الفضية في دورة الألعاب الأولمبية الصيفية عام 2008، كما فازت ببطولتين رولان غاروس عام 2008 و2009 في فئة الزوجي للسيدات.

## إنجازاتها في الألعاب الأولمبية

### زوجي للسيدات: 1 فضية
| السنة | البطولة             | الزميلة                | الخصمان                      | النتيجة  | الميدالية |
| 2008  | ألعاب أولمبية صيفية | فيرخينيا روانو باسكوال | سيرينا ويليامز فينوس ويليامز | 6–2، 6–0 | فضية      |

## إنجازاتها في الجراند سلام

### زوجي للسيدات: 2 بطولة
| السنة | البطولة     | الزميلة                | الخصمان في النهائي              | النتيجة       |
| 2008  | رولان غاروس | فيرخينيا روانو باسكوال | كاسي ديلاكوا فرانسيسكا شيافوني  | 2–6، 7–5، 6–4 |
| 2009  | رولان غاروس | فيرخينيا روانو باسكوال | فيكتوريا ازارينكا إلينا فاسنينا | 6–1، 6–1      |

## روابط خارجية
- أنابيل ميدينا غاريغيس على موقع رابطة محترفات التنس (الإنجليزية)
- أنابيل ميدينا غاريغيس على موقع الاتحاد الدولي لكرة المضرب (الإنجليزية)
- أنابيل ميدينا غاريغيس على موقع كأس بيلي جين كينغ (الإنجليزية)
- أنابيل ميدينا غاريغيس على موقع خلاصة التنس.كوم (الإنجليزية)
- أنابيل ميدينا غاريغيس على موقع إي إس بي إن.كوم (الإنجليزية)
- أنابيل ميدينا غاريغيس على موقع اللجنة الأولمبية الدولية (الإنجليزية)
- أنابيل ميدينا غاريغيس على موقع أوليمبيديا (الإنجليزية)